# Pepê (futebolista, 1997)
Eduardo Gabriel Aquino Cossa, mais conhecido como Pepê (Foz do Iguaçu, 24 de fevereiro de 1997), é um futebolista brasileiro que atua como ponta-esquerda. Atualmente joga pelo Porto.

## Carreira

### Início
Pepê jogou nas categorias de base do Athletico Paranaense entre 2012 e 2013. Posteriormente, foi para o Foz do Iguaçu, clube da sua cidade natal, e foi promovido à equipe principal no início de 2015. Entre setembro de 2015 e fevereiro de 2016, foi emprestado ao Coritiba.

### Grêmio
Em abril de 2016, após o Campeonato Paranaense, Pepê teve 70% de seus direitos econômicos negociados pelo Foz do Iguaçu com o Grêmio. No dia 3 de dezembro de 2017, marcou seu primeiro gol pelo clube, numa derrota por quatro a três contra o Atlético Mineiro pelo Campeonato Brasileiro.

#### 2018
No dia 8 de janeiro, estendeu seu contrato até 2020. Já no dia 7 de agosto ele estreou na Copa Libertadores, começando como titular numa derrota por 2 a 1 contra o Estudiantes. Mesmo tendo sido pouco utilizado devido à boa fase de Everton Cebolinha, no dia 26 de setembro seu contrato foi renovado até 2022.

#### 2019
Passou a ter mais chances nesse ano, sendo um dos jogadores que mais atuaram pela equipe no ano. No dia 2 de outubro, contra o Flamengo, pela semifinal da Copa Libertadores, marcou seu primeiro gol na competição. A partida realizada na Arena do Grêmio terminou empatada por um a um.
Mesmo na reserva, encerrou a temporada como o vice-artilheiro gremista no ano, tendo marcado treze gols, apenas atrás de Everton Cebolinha. Curiosamente, um gol seu contra o Palmeiras, em 24 de novembro, foi o "gol do título" do Flamengo, selando vitória por 2 a 1, pelo Campeonato Brasileiro.

#### 2020
No dia 23 de setembro, Pepê marcou o primeiro gol em Gre-Nal na história da Libertadores, garantindo a vitória do Grêmio.

### Porto
Em fevereiro de 2021, o Grêmio e o Porto anunciaram a transferência de Pepê para o clube português. Pepê, entretanto, ficou no clube gremista até julho de 2021, quando abre a janela de transferências internacionais. Ele fez sua estreia em 8 de agosto, substituindo Mehdi Taremi na vitória por 2-0 em casa sobre o Belenenses. Ele marcou seu primeiro gol em 19 de setembro para concluir uma vitória por 5-0 sobre o Moreirense também no Estádio do Dragão.

## Seleção Brasileira

### Seleção Brasileira Sub-23
No dia 27 de dezembro de 2019, foi convocado pelo técnico André Jardine para representar a Seleção Brasileira Sub-23 na disputa do Pré-Olímpico de 2020. Contra o Uruguai, no dia 22 de janeiro, marcou um gol por cobertura, na vitória do Brasil por 3 a 1. em 28 de janeiro contra a Bolívia, e em 31 de janeiro contra o Paraguai.

### Seleção principal
No dia 6 de novembro de 2023, Pepê foi convocado pelo técnico Fernando Diniz para os confrontos das Eliminatórias da Copa do Mundo de 2026 contra a Colômbia e Argentina.
Fez a sua estreia no dia 16 de novembro de 2023, na derrota por 2-1 para a Colômbia, em solo colombiano. Pepê entrou na partida aos 36 minutos do segundo tempo do jogo, no lugar de Renan Lodi.

## Estatísticas
| Ano   |       |      |         |       |
| Ano   | Jogos | Gols | Assist. | Média |
| ----- | ----- | ---- | ------- | ----- |
| 2020  | 6     | 3    | 0       | 1     |
| Total | 6     | 3    | 0       | 0,5   |

| Ano   |       |      |         |       |
| Ano   | Jogos | Gols | Assist. | Média |
| ----- | ----- | ---- | ------- | ----- |
| 2023  | 1     | 0    | 0       | 0     |
| Total | 1     | 0    | 0       | 0     |

| Ano   |       |      |         |       |
| Ano   | Jogos | Gols | Assist. | Média |
| ----- | ----- | ---- | ------- | ----- |
| 2020  | 6     | 3    | 0       | 0,5   |
| 2023  | 1     | 0    | 0       | 0     |
| Total | 7     | 3    | 0       | 0,4   |

Sub-23
|    | Data                   | Local                                              | Resultado | Adversário | Gol(s) | Assist. | Competição                         |
| -- | ---------------------- | -------------------------------------------------- | --------- | ---------- | ------ | ------- | ---------------------------------- |
| 1. | 22 de janeiro de 2020  | Estádio Hernán Ramírez Villegas, Pereira, Colômbia | 3–1       | Uruguai    | 1      | 0       | Torneio Pré-Olímpico Sul-Americano |
| 2. | 28 de janeiro de 2020  | Estádio Centenário, Armênia, Colômbia              | 5–3       | Bolívia    | 1      | 0       | Torneio Pré-Olímpico Sul-Americano |
| 3. | 31 de janeiro de 2020  | Estádio Centenário, Armênia, Colômbia              | 2–1       | Chile      | 1      | 0       | Torneio Pré-Olímpico Sul-Americano |
| 4. | 3 de fevereiro de 2020 | Estádio Alfonso López, Bucaramanga, Colômbia       | 1–1       | Colômbia   | 0      | 0       | Torneio Pré-Olímpico Sul-Americano |
| 5. | 6 de fevereiro de 2020 | Estádio Alfonso López, Bucaramanga, Colômbia       | 1–1       | Uruguai    | 0      | 0       | Torneio Pré-Olímpico Sul-Americano |
| 6. | 9 de fevereiro de 2020 | Estádio Alfonso López, Bucaramanga, Colômbia       | 3–0       | Argentina  | 0      | 0       | Torneio Pré-Olímpico Sul-Americano |

Principal
|    | Data                   | Local                                         | Resultado | Adversário | Gol(s) | Assist. | Competição                 |
| -- | ---------------------- | --------------------------------------------- | --------- | ---------- | ------ | ------- | -------------------------- |
| 1. | 16 de novembro de 2023 | Estádio Metropolitano, Barranquilla, Colômbia | 1–2       | Colômbia   | 0      | 0       | Elimin. Copa do Mundo 2026 |

## Títulos
Grêmio
- Campeonato Gaúcho: 2019, 2020 e 2021
- Taça Francisco Novelletto: 2020

Porto
- Campeonato Português: 2021–22
- Taça de Portugal: 2021–22 e 2023–24
- Supertaça Cândido de Oliveira: 2022
- Taça da Liga: 2022–23